# Маре-сюр-Тий
Маре́-сюр-Тий (фр. Marey-sur-Tille) — коммуна во Франции, находится в регионе Бургундия. Департамент коммуны — Кот-д’Ор. Входит в состав кантона И-сюр-Тий. Округ коммуны — Дижон.
Код INSEE коммуны — 21385.

## Население
Население коммуны на 2010 год составляло 327 человек.
| 1962 | 1968 | 1975 | 1982 | 1990 | 1999 | 2010 |
| ---- | ---- | ---- | ---- | ---- | ---- | ---- |
| 261  | 274  | 253  | 310  | 337  | 303  | 327  |

## Экономика
В 2010 году среди 200 человек трудоспособного возраста (15—64 лет) 155 были экономически активными, 45 — неактивными (показатель активности — 77,5 %, в 1999 году было 74,2 %). Из 155 активных жителей работали 146 человек (77 мужчин и 69 женщин), безработных было 9 (4 мужчины и 5 женщин). Среди 45 неактивных 12 человек были учениками или студентами, 22 — пенсионерами, 11 были неактивными по другим причинам.